# Cattedrale di Santa Sofia (Vologda)
La cattedrale di Santa Sofia è una cattedrale di rito ortodosso che si trova a Vologda. Fu fatta costruire da Ivan il Terribile tra il 1568 e il 1570 sulle rive del fiume Vologda

## Storia
La cattedrale fu costruita a partire dal 1568, quando Ivan il Terribile fece di Vologda la sua capitale. Ivan supervisionò personalmente la costruzione e, per motivi sconosciuti, ordinò l'orientamento insolito della cattedrale: il suo altare e l'abside non si affacciano a est come è comune nelle chiese ortodosse, ma a nord est. Nel 1571, Ivan il Terribile lasciò Vologda per tornare a Mosca, dando ordine di demolire la cattedrale, ordine successivamente ritirato. La cattedrale completata rimase priva di decorazioni e non consacrata. La cattedrale è stata completata durante il regno di Fëdor Ivanovič, figlio di Ivan il Terribile, e fu consacrata nel 1587.
Gli affreschi all'interno della cattedrale sono stati effettuati tra il 1685 e il 1687 da un gruppo di pittori di Jaroslavl' sotto la direzione di Dmitrij Plechanov. Il campanile della cattedrale è stato innalzato tra il 1654 ed il 1659, è in pietra e raggiunge i 78 metri di altezza. La cupola del campanile è in stile neogotico e risale al 1869.